# Julio César Jiménez
Julio César Jiménez (ur. 27 sierpnia 1954 w Artigas) – urugwajski piłkarz, pomocnik.
Będąc piłkarzem klubu CA Peñarol wziął udział wraz z reprezentacją Urugwaju w finałach Mistrzostw Świata w 1974 roku, gdzie Urugwaj odpadł już w fazie grupowej. Jiménez nie zagrał w żadnym meczu.
Nigdy nie wziął udziału w turnieju Copa América.
Od 3 listopada 1971 do 24 listopada 1976 rozegrał w reprezentacji Urugwaju 19 meczów i zdobył 1 bramkę.
Wraz z Peñarolem w latach 1972–1978 występował w turnieju Copa Libertadores, docierając co najwyżej do fazy półfinałowej.